# Misery-Courtion

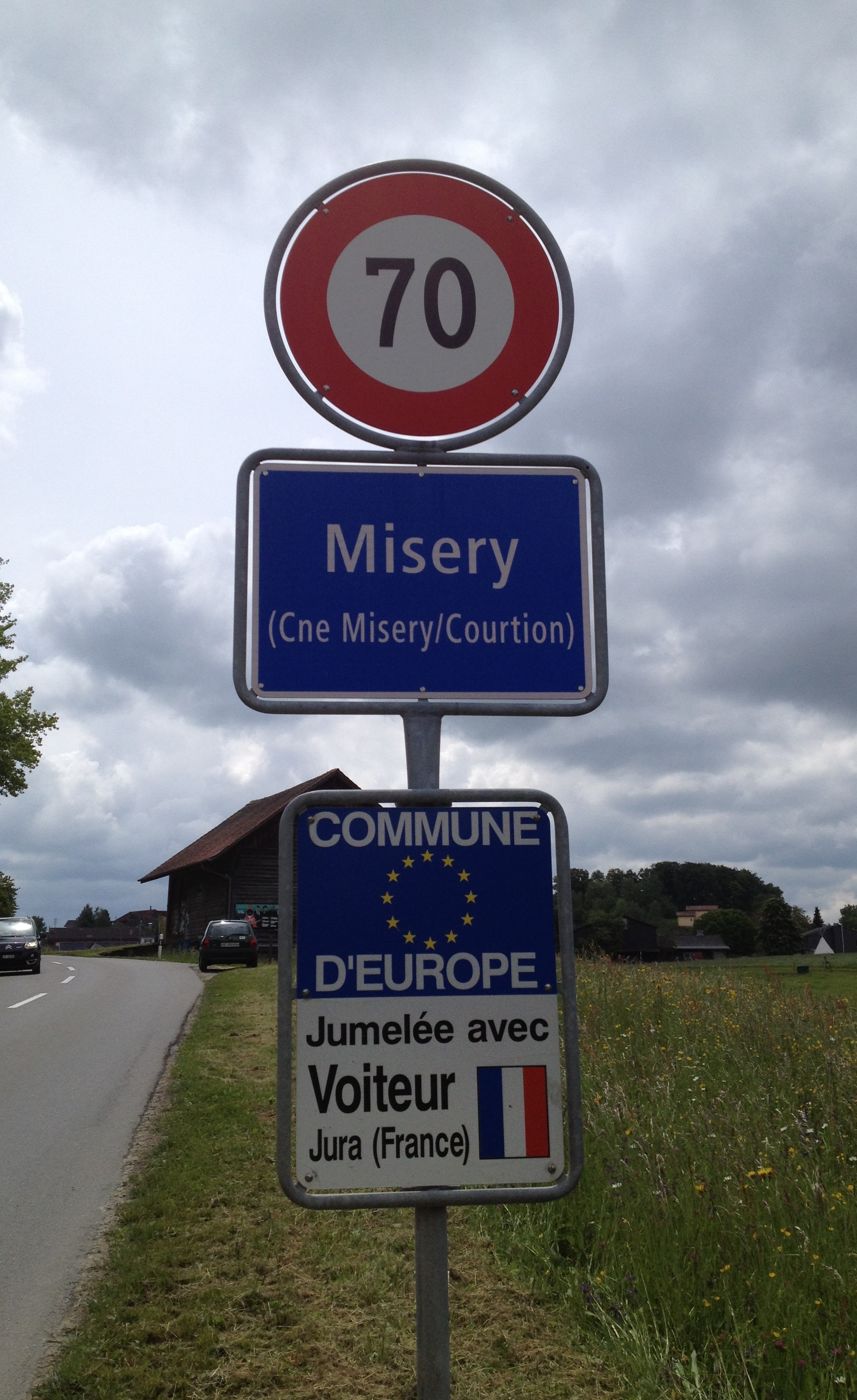
Ortseingang von Misery

Misery-Courtion ist eine politische Gemeinde im Seebezirk (französisch: District du Lac) des Kantons Freiburg in der Schweiz. Die Gemeinde Misery-Courtion entstand am 1. Januar 1997 durch Fusion der vorher selbständigen Gemeinden Misery (Freiburger Patois Mijeriⓘ), Courtion, Cormérod und Cournillens.

## Geographie
Misery-Courtion liegt auf 580 m ü. M., 9 km nordwestlich der Kantonshauptstadt Freiburg (Luftlinie). Die Doppelgemeinde erstreckt sich auf einem Hochplateau östlich des Chandon, im Molassehügelland des nördlichen Freiburger Mittellandes.
Die Fläche des 11,4 km² grossen Gemeindegebiets umfasst einen Abschnitt der vom eiszeitlichen Rhonegletscher überformten Molassehöhen zwischen der Broyeebene im Nordwesten und dem Saanetal im Osten. Der Hauptteil des Gebietes wird von einem leicht gewellten Hochplateau eingenommen. Dieses wird nach Osten über den Dorfbach von Courtepin zur Saane entwässert. Nach Westen fliessen mehrere kleine Bäche dem Chandon zu, der mit seinem Tal die westliche Grenze von Misery-Courtion bildet. Im Norden reicht der Gemeindeboden über die Höhe des Mont (632 m ü. M.) bis zu den Waldgebieten von Montlevant (603 m ü. M.) und Les Roseires. Nach Süden steigt das Plateau gegen die Waldhöhen Bois de Cudré, Bois de la Corbaz und Bois de l'Hôpital an. Der höchste Punkt wird mit 670 m ü. M. im Bois de la Corbaz erreicht. Von der Gemeindefläche entfielen 1997 6 % auf Siedlungen, 18 % auf Wald und Gehölze und 76 % auf Landwirtschaft.
Die Gemeinde Misery-Courtion besteht aus den Ortsteilen:
- Misery (deutsch: Miserach), 581 m ü. M., ehemaliges Gemeindegebiet 2,3 km², am Westrand des Plateaus über dem Tal des Dorfbachs von Grolley
- Courtion (eingedeutscht: Curtion), 576 m ü. M., ehemaliges Gemeindegebiet 2,1 km², am Westrand des Plateaus über dem Tal des Chandon
- Cormérod (deutsch: Kormerat), 600 m ü. M., ehemaliges Gemeindegebiet 2,8 km², leicht erhöht am Nordrand des Plateaus, am Südhang des Mont
- Cournillens (deutsch: Kurlin), 575 m ü. M., ehemaliges Gemeindegebiet 4,1 km², auf dem Plateau, am Nordfuss der Höhe Bois de la Corbaz.

Im Weiteren gehören auch zahlreiche Einzelhöfe zur Gemeinde. Nachbargemeinden von Misery-Courtion sind Courtepin, La Sonnaz, Belfaux, Grolley-Ponthaux und Belmont-Broye im Kanton Freiburg sowie Avenches im Kanton Waadt.

## Bevölkerung
Mit 2364 Einwohnern (Stand 31. Dezember 2023) gehört Misery-Courtion zu den mittelgrossen Gemeinden des Kantons Freiburg. Von den Bewohnern sind 86,4 % französischsprachig, 9,3 % deutschsprachig, und 1,1 % sprechen Portugiesisch (Stand 2000). Die Bevölkerungszahl von Misery-Courtion belief sich 1900 auf 1030 Einwohner (inklusive der mittlerweile eingemeindeten Ortschaften). Nach einem Höchststand 1920 mit 1062 Einwohnern wurde in der nachfolgenden Zeit bis 1970 ein Rückgang um 17 % auf 886 Personen registriert. Erst seit 1980 (894 Einwohner) wurde wieder ein deutliches Bevölkerungswachstum verzeichnet. Besonders in Misery entstanden neue Wohnquartiere. Die Siedlungsgebiete von Misery und Courtion sind heute nahezu zusammengewachsen.

## Wirtschaft
Misery-Courtion war bis in die zweite Hälfte des 20. Jahrhunderts ein vorwiegend durch die Landwirtschaft geprägtes Dorf. Noch heute haben der Ackerbau, der Obstbau und die Viehzucht einen wichtigen Stellenwert in der Erwerbsstruktur der Bevölkerung. Weitere Arbeitsplätze sind im lokalen Kleingewerbe und im Dienstleistungssektor vorhanden, unter anderem in Betrieben der Informationstechnologie, des Gartenbaus, der Holzverarbeitung, des Gerüstbaus, des Metallbaus und in einer Antikschreinerei. Die Wasserkraft des Chandon wurde früher zum Antrieb von Mühlen genutzt. Im Chandontal wird eine grössere Kiesgrube ausgebeutet. In den letzten Jahrzehnten hat sich das Dorf auch zu einer Wohngemeinde entwickelt. Viele Erwerbstätige sind deshalb Wegpendler, die hauptsächlich in den Regionen Freiburg und Murten arbeiten.

## Verkehr
Die Gemeinde ist verkehrsmässig recht gut erschlossen. Sie liegt an der Verbindungsstrasse von Freiburg nach Avenches. Der nächste Anschluss an die Autobahn A1 (Bern-Lausanne) befindet sich rund 6 km von Misery entfernt. Durch die Buslinie der Transports publics Fribourgeois, die von Freiburg nach Cournillens führt, sind sämtliche Ortschaften der Gemeinde an das Netz des öffentlichen Verkehrs angebunden. Misery wird zusätzlich durch die Buslinie zwischen Freiburg und Domdidier erschlossen.

## Geschichte
Das Gemeindegebiet von Misery-Courtion war schon sehr früh besiedelt. So wurden bei Misery Überreste eines römischen Gutshofs und eine Votivtafel zu Ehren des Merkur gefunden. Ein weiterer Gutshof mit bedeutenden Mosaiken befand sich bei Cormérod.
Die erste urkundliche Erwähnung von Misery erfolgte 1176 unter dem Namen Misirie. Noch im 12. Jahrhundert erschien die Bezeichnung Miserie, 1668 Misiry und 1781 Miseri, während die deutsche Version Miserach seit 1578 überliefert ist. Der Ortsname ist vom gallorömischen Geschlechtsnamen Miserius abgeleitet. Courtion ist 1138 als Cortiun erstmals belegt. Weitere Schreibweisen sind Cortium (1148) und Curtis Teudonis (12. Jahrhundert) in der Bedeutung von Hof des Teudo.
Während Misery zunächst Teil der Herrschaft Montagny war, bildete Courtion eine eigene Herrschaft. Die Adelsfamilie von Courtion ist in der Zeit vom 12. bis zum 14. Jahrhundert erwähnt. Ab 1460 kamen beide Dörfer in den Besitz der Herren von Faucigny. 1442 kamen Misery und Courtion unter die Oberherrschaft von Freiburg und gehörten fortan zur Alten Landschaft (Spitalpanner). Nach dem Zusammenbruch des Ancien Régime (1798) gehörten die Dörfer während der Helvetik zum damals freiburgischen Bezirk Avenches und ab 1803 zum Distrikt Freiburg, bevor sie 1848 mit der neuen Kantonsverfassung in den Seebezirk eingegliedert wurden. Bei Courtion fanden 1960 Probebohrungen nach Erdöl statt, die jedoch erfolglos verliefen.
Im Jahr 1996 entschieden sich die Bewohner der Gemeinden Misery, Courtion, Cormérod und Cournillens für eine Fusion. Dadurch kam es mit Wirkung auf den 1. Januar 1997 zu einer der ersten grösseren Gemeindefusionen im Kanton Freiburg. Die neue Gemeinde erhielt den Doppelnamen Misery-Courtion.
Wappen der ehemals selbständigen Gemeinden

Misery
Courtion
Cournillens
Cormérod
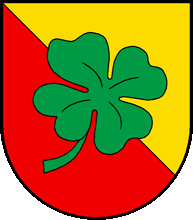
Wappen der Gesamtgemeinde

## Sehenswürdigkeiten
Die Pfarrkirche der Gemeinde steht in Courtion und ist seit dem 11. Jahrhundert erwähnt. Der heutige Bau stammt von 1730–32, wurde aber 1849 restauriert und vergrössert. In Misery befindet sich die Kapelle Saint-Jacques-et-Sébastien, die 1713 an der Stelle eines Vorgängerbaus von 1482 erstellt wurde. Ebenfalls in Misery steht ein Herrensitz, der im 18. Jahrhundert erbaut wurde, jedoch Wandmalereien des Vorgängerbaus aus dem ausgehenden 15. Jahrhundert bewahrt hat.